# Dick Heckstall-Smith
Dick Heckstall-Smith, né le 26 septembre 1934 à Ludlow et mort le 17 décembre 2004 à Hampstead (Londres), est un musicien de jazz et saxophoniste de blues anglais. Il a joué avec quelques-uns des groupes les plus importants de blues-rock et de jazz-rock anglais des années 1960 et 1970, notamment Blues Incorporated et les Bluesbreakers de John Mayall, au sein desquels sa prestation, ainsi que celles de Mick Taylor et de Jon Hiseman dans l'album Bare wires (1968), furent saluées. Il s'est également illustré au sein de Colosseum. 

## Dust in the air suspended.
A story ended (april 1972. Bronze and Islands records
- Woza Nasu (2002)
- Blues and Beyond (2001)
- Obsession Fees (1998)
- On the Corner/Mingus in Newcastle (1998)
- This That (1995)
- Celtic Steppes (1995) (Twentythree Records)
- Where One Is (1991)
- Live 1990 (1991)
- A Story Ended (1972)